# Filip Birgersson
Filip Birgersson (* 1160er Jahre in Schweden; † Januar 1200) war Jarl von Norwegen.
Filip war ein Sohn des schwedischen Jarls Birger Brosa und dessen Gemahlin Birgitta Haraldsdotter, einer unehelichen Tochter des norwegischen Königs Harald IV. Gille. Durch die Ehe seiner Schwester Ingegerd war er Schwager des schwedischen Königs Sverker II. Während seine Brüder Knut und Folke unter verschiedenen schwedischen Königen als Jarl dienten, stellte sich Filip in gleicher Funktion in den Dienst des norwegischen Königs Sverre Sigurdsson, dem Führer der Birkebeiner, der mit Unterstützung seiner Eltern und des schwedischen Königs Knut I. 1177 den Thron gewann. Er starb im Januar 1200, wahrscheinlich in den Kämpfen gegen die Opposition der Bagler.

## Nachkommen
- (Katarina) Filipsdotter, verheiratet mit Lars
  - Philip Larsson

Gemäß der Hakonar-Saga war Philipps Enkel der zweite Gemahl von Helena Pedersdotter, der Witwe des schwedischen Königs Knut Långe.
| Personendaten    | Personendaten     |
| ---------------- | ----------------- |
| NAME             | Filip Birgersson  |
| KURZBESCHREIBUNG | Jarl von Norwegen |
| GEBURTSDATUM     | 12. Jahrhundert   |
| GEBURTSORT       | Schweden          |
| STERBEDATUM      | Januar 1200       |
| STERBEORT        | Norwegen          |